# Legazioni baltiche
Le legazioni baltiche sono state le missioni dei servizi diplomatici baltici in esilio attive dal 1940 al 1991. Dopo l'occupazione sovietica dei paesi baltici (1940), le tre vecchie repubbliche incaricarono i loro rappresentanti di preservare le proprie legazioni in diverse capitali occidentali. I membri del servizio diplomatico estone, di quello lettone e quello lituano continuarono a essere riconosciuti come rappresentanti internazionali degli stati indipendenti prima della seconda guerra mondiale di Estonia, Lettonia e Lituania, la cui annessione all'Unione Sovietica non fu riconosciuta de iure da Stati Uniti (nemmeno de facto per Washington), Regno Unito, Francia o Italia. Le legazioni fornirono servizi consolari ai cittadini esiliati degli Stati baltici dal 1940 al 1991.

## Storia
Tra maggio e giugno 1940, i governi baltici si accordarono in maniera segreta statuendo che, nello scenario peggiore in cui gli esecutivi avessero perso il loro ruolo, i poteri del governo di nominare e richiamare rappresentanti diplomatici e consolari sarebbero stati assegnati ai capi delle rispettive legazioni. Quando si verificò nel giugno 1940 l'occupazione, le autorità sovietiche tentarono di trasferire le missioni e alcuni rappresentanti diplomatici fecero ritorno in patria. Si emisero delle leggi draconiane nel 1940 per indurre chi operasse all'estero a spostarsi: chi si rifiutò di allontanarsi, fu dichiarato passibile di essere punito con la pena di morte da eseguire entro 24 ore dalla cattura.

## Proprietà della legazione
Tutte e tre le legazioni mantennero almeno una sede diplomatica attiva negli Stati Uniti fino alla fine della guerra fredda. La Lettonia e la Lituania preservarono le loro strutture originali a Washington, mentre l'Estonia mantenne un consolato a New York. Terminata la seconda guerra mondiale, la legazione fu soppressa come forma di rappresentanza diplomatica, poiché i paesi le convertirono in ambasciate. Tuttavia, gli stati baltici non amministravano il proprio territorio e non potevano ricevere un ambasciatore statunitense. Nel 1990, le tre missioni baltiche erano le uniche sopravvissute nell'elenco diplomatico del Dipartimento di Stato degli Stati Uniti.
La legazione estone a Londra risultò attiva fino al 1989, quando la pressione finanziaria ne costrinse la vendita (più complicata fu la gestione delle risorse auree): quella lettone e lituana proseguirono invece il loro lavoro. Le sedi corrispondenti presente a Parigi furono trasferite de facto all'ambasciata sovietica: la struttura estone fu demolita nel 1979 e la lettone registrata come proprietà sovietica nel 1967. Tuttavia, la legazione lituana rimase intestata al governo prebellico della Lituania e l'ambasciata sovietica non risultò in grado di vendere l'edificio.